# J.Crew
J.Crew Group, Inc. è un rivenditore di abbigliamento e accessori statunitense. Fondata nel 1983 con il nome di Popular Merchandise Inc., vendeva sotto il nome di Popular Club Plan grazie ad un catalogo e a dimostrazioni a casa. Nel 1989 il nome venne cambiato nell'attuale J.Crew Group, Inc.

## Storia
Nel 1947, Mitchell Cinader e Saul Charles fondarono Popular Merchandise, Inc., un negozio che faceva affari come Popular Club Plan e vendeva abbigliamento femminile a basso prezzo. Durante la metà degli anni '80, le vendite delle operazioni di catalogo sono cresciute rapidamente.  "La crescita è stata esplosiva, dal 25 al 30 percento all'anno", ha ricordato in seguito Cinader sul "New York Times".  Le vendite annuali sono cresciute da 3 milioni di dollari a oltre 100 milioni in cinque anni. Nel 1985 fu lanciato il marchio "Clifford & Wills", che vendeva abbigliamento femminile più economico della linea Popular Merchandise. Nel 1987, due dirigenti lasciarono l'azienda per avviare un proprio catalogo, Tweeds.
Gli anni '80 segnarono un boom delle vendite per i giganti della vendita al dettaglio del catalogo Lands 'End, Talbots e LL Bean.  Popular Merchandise ha avviato la propria attività di catalogo, concentrandosi sull'abbigliamento per il tempo libero per i clienti della classe medio-alta, con l'obiettivo di avere come punto di riferimento Ralph Lauren a un prezzo molto più basso.  Il primo catalogo del Piano del club popolare fu spedito ai clienti nel gennaio 1983 e continuò con quel nome fino al 1989. I cataloghi spesso mostravano lo stesso indumento in più di una foto con scatti ravvicinati dei tessuti, in modo che i clienti potessero avere un senso di come il capo appariva sul corpo e si assicurasse delle pretese di qualità dell'azienda.
Il primo negozio fisico venne aperto lo stesso anno a Manhattan, New York.
J.Crew Group fu di proprietà della famiglia Cinader fino all'ottobre 1997 quando una società di investimento, Texas Pacific Group, ne rilevò la maggioranza del capitale. Dal 2000 Texas Pacific aumentò la partecipazione sino al 62% del capitale, un gruppo di manager di J.Crew ebbe il 10% e Emily Cinader Woods, presidente del gruppo attraverso il padre, Arthur Cinader, il rimanente. Il brand Clifford & Wills fu venduto a Spiegel nel 2000. Nel 2004, J.Crew comprò i diritti del brand Madewell, un produttore di abbigliamento di lavoro fondato nel 1937 e all'epoca chiuso, usando il nome dal 2006 per un abbigliamento indirizzato alle donne più giovani.
All'inizio del Duemila la società di private equity TPG Capital ha rilevato per oltre 500 milioni di dollari una partecipazione dell'88% in J.Crew. Nel 2003 CEO dell'azienda è diventato uno specialista del retal, Millard "Mickey" Drexler, conosciuto col soprannome di "The Merchant Prince". Ed insieme a Jeanna Lyons, in azienda già dal 1990 e promossa nel 2008 direttore creativo, i due hanno dato sviluppo al marchio, cambiando il modo di acquisto dei tessuti e attuando una revisione del design dei negozi. Il loro stretto rapporto ha permesso all'azienda di triplicare le entrate da 690 milioni di dollari nel 2003 a poco meno di 2 miliardi nel 2011.
Nel 2006, con l'obiettivo di raccogliere denaro dal mercato, Drexler ha varato una IPO rendendo pubblica J.Crew: la cifra raccolta è stata di circa 400 milioni di dollari valutando un'azione a 20 dollari. Sempre nello stesso anno è stato aperto il primo negozio Madewell, un marchio di successo tra la clientela giovanile. Nel 2011 J.Crew è stata di nuovo trasformata in azienda privata con un buyout di 3 miliardi di dollari effettuato dal management (con Mickey Drexel che ha una partecipazione del 5,6%) con il sostegno di due grandi società di private equity, TPG Capital e Leonard Green & Partners. Nel 2010 Lyons è stata nominata anche presidente dell'azienda, supervisionando gli oltre cento designer di J.Crew e dirigendo i layout e le ricerche per il catalogo della società, chiamato Style Guide e realizzato come se si trattasse di una rivista di moda.
Ma non tutte le iniziative hanno avuto successo, già nel 2015 il "New York Times" dichiarava un calo nelle vendite.
Nell'aprile 2017, Jenna Lyons si è dimessa dall'azienda così come ha lasciato anche il responsabile dell'abbigliamento maschile, Frank Muytjens. Nello stesso mese la società ha tagliato 250 posti di lavoro, in gran parte dalla sede principale. Nel giugno 2017 il CEO dell'azienda, Mickey Drexler, ha annunciato che in seguito si sarebbe dimesso dal ruolo di CEO dopo 14 anni in azienda ma che sarebbe comunque rimasto come presidente grazie alla sua partecipazione del 10% nella società. Negli stessi giorni di giugno J.Crew Group Inc. ha annunciato di aver "fatto un'offerta ad alcuni dei suoi obbligazionisti per respingere il suo debito più urgente - circa 567 milioni di dollari con scadenza a maggio 2019 - e modificare il proprio prestito a termine". All'epoca, J.Crew Group aveva circa 2 miliardi di dollari di debito.
Nel gennaio 2020 Jan Singer, ex dirigente di Victoria's Secret, diventa CEO dell'azienda. In maggio il ricorso al Chapter 11, la legge fallimentare equivalente alla nostra amministrazione controllata, convertendo 1,6 miliardi di dollari del suo debito in azioni, oltre a ricevere 400 milioni di dollari da istituti di credito. L'indebitamento risulta tra 1 e 10 miliardi di dollari.
Nel novembre 2020, J.Crew ha nominato il nuovo amministratore delegato. Libby Wadle ha sostituito Jan Singer, CEO da meno di un anno.